# Calipatria State Prison
Calipatria State Prison är ett delstatligt fängelse för manliga intagna och är belägen i Calipatria, Kalifornien i USA. Fängelset förvarar intagna som är klassificerade för säkerhetsnivån "hög". Den har en kapacitet på att förvara 2 308 intagna men för den 16 november 2022 var det överbeläggning och den förvarade 2 510 intagna.
Fängelset invigdes 1993.
Personer som varit intagna på Calipatria är bland andra Angelo Buono Jr.